# Association des Radioamateurs du Sénégal
Die Association des Radioamateurs du Sénégal (ARAS), deutsch „Senegalesischer Amateurfunkverband“, ist die nationale Vereinigung der Funkamateure im Senegal.
Zweck ist die Förderung, der Schutz und die Verbreitung des Amateurfunks im Senegal, in Afrika und der Welt. Neben anderen Aktivitäten, organisiert und veranstaltet die ARAS DXpeditionen, Amateurfunkpeilwettbewerbe und Funk-Flohmärkte. Ihr Sitz ist in der senegalesischen Hauptstadt Dakar.
Die ARAS ist Mitglied in der International Amateur Radio Union (IARU Region 1), der internationalen Vereinigung von Amateurfunkverbänden, und vertritt dort die Interessen der Funkamateure des Landes.